# 1818 en philosophie
Chronologie de la philosophie
- 1814
- 1815
- 1816
- 1817
- 1818
- 1819
- 1820
- 1821
- 1822

L’année 1818 a été marquée, en philosophie, par les événements suivants :

## Publications
- Conférences Esthétique ou philosophie de l'art, par Hegel.

## Naissances
- 5 mai : Karl Marx, philosophe allemand, mort en 1883.